# ウィルダネスアドベンチャー
ウィルダネスアドベンチャー （Wilderness Adventure）とはテーブルトークRPG（TRPG）の用語の一つ。森林や荒野など野外での冒険を舞台にしたシナリオのことを示す。「ワイルダネスアドベンチャー」と呼ばれることもある。

## 概要
TRPGにおいて「ウィルダネスアドベンチャー」と呼ばれるシナリオのほとんどは、野外ならではの危険が強調して表現されたものである。ただ単に野外が舞台になっているだけのシナリオが「ウィルダネスアドベンチャー」とあえて呼ばれることは少ない。曲がりくねった山道や複雑な地形の森、洞窟の中などは、ウィルダネスアドベンチャーではなくダンジョンアドベンチャーとして進行されることもある。
ウィルダネスアドベンチャーでは、怪物や野生動物との遭遇、天候や地形による危険、旅による疲労、水や食糧の消耗など、様々なサバイバルに関わる障害がプレイヤーキャラクターを襲う。これらのサバイバルのスリルをゲームとして表現するためにキャラクターの疲労や野生動物との遭遇確率などをルールシステムとしてあらかじめ組み込んでいるゲームも数多い。
ウィルダネスアドベンチャーで演出される危険の多くは、数日以上の長期にわたって野外を旅するシチュエーションで発生するものである。そのため、交通機関が発展している現代もののゲームや長距離の移動が省略できるシーン制のゲームでは、ウィルダネスアドベンチャーを行うためのルールの掲載が省略される傾向がある。これらのゲームでウィルダネスアドベンチャーを行う場合は野外の危険を演出するために様々な工夫が必要となる。

## シナリオのタイプ
1990年代のテーブルトークRPGのシナリオ作成においては、キャンペーンプレイで同じような展開のシナリオが連続して飽きが来ないように、
ダンジョンアドベンチャー、ウィルダネスアドベンチャー、シティアドベンチャーを順番に回していけばよいと書く入門書があった。
そのため、シナリオでも「どのタイプなのか」を意識的に言及しているものもよく見られた

。